# カミール・キートン
カミール・キートン（Camille Keaton, 1947年7月20日-）は、アメリカ合衆国生まれの女優。

## 来歴
1972年の『ソランジェ 残酷なメルヘン』で映画デビューを果たし、その後の1978年の『悪魔のえじき』にジェニファー・ヒルズ役で主演した際の一連の悲惨なレイプシーンを体当たりで演じ、見事な演技を見せ賛否両論ながら絶賛された。2019年の続編にも同役のジェニファー・ヒルズ役で出演している。
喜劇役者バスター・キートンの遠縁にあたる。

## 出演作品

### 映画
- ソランジェ 残酷なメルヘン（1972）-ソランジェ役
- 悪魔のえじき（1978）-ジェニファー・ヒルズ役
- バトル・フォース（1981）
- コンクリート・ジャングル（1982）
- Savage Vengeance（1993）-ジェニファー役
- I Spit on Your Grave: Deja Vu（2019）-ジェニファー・ヒルズ役

## 参照
1. ↑  Camille Keaton - Rotten Tomatoes Celebrity Profile